# Kings of Leon
Kings of Leon (transkr. Kings of Lion) američka su muzička grupa iz Nešvila u Tenesiju. 
Grupu čine tri brata, Kejleb, Nejten i Džared Folovil, i njihov rođak Metju Folovil. 

## Članovi

### Sadašnji
- Kejleb Folovil — glavni vokal, ritam gitara
- Džared Folovil — bas-gitara, klavijature, prateći vokal
- Metju Folovil — solo gitara, klavijature, prateći vokal
- Nejtan Folovil — bubanj, udaraljke, prateći vokal

## Diskografija

### Studijski albumi
- (2003)
- (2004)
- (2007)
- (2008)
- (2010)
- (2013)
- (2016)
- (2021)
- Can We Please Have Fun (2024)

## Nagrade i nominacije
- Nagrade Gremi

| Godina | Kategorija         | Nominovano delo | Ishod      |
| ------ | ------------------ | --------------- | ---------- |
| 2009.  | Najbolji rok album |                 | Nominacija |
| 2012.  | Najbolji rok album |                 | Nominacija |
| 2014.  | Najbolji rok album |                 | Nominacija |

## Spoljašnje veze
- Zvanični veb-sajt
- na sajtu
- na sajtu
- na sajtu
- na sajtu